# Kvernes
Kvernes er en landsby og tidligere kommune i Møre og Romsdals amt (norsk: Møre og Romsdal fylkeskommune) i Norge. Byen er især kendt for at have en stavkirke.

## Prestegæld på Nordmøre
Kvernes var i flere hundrede år prestegæld for blandt andet sognene Kvernes, Kornstad og Bremsnes på Averøya. Tidligere var også dele af det, som i dag er Eide kommune og Kristiansund kommune, med i Kvernes prestegæld.

## Tidligere kommune
Kvernes er en tidligere selvstændig kommune i Møre og Romsdal fylke oprettet som Kvernes formannskapsdistrikt i 1837.
Den 1. januar 1878 blev en del af Bud med 15 indbyggere overført til Kvernes. Det er uklart, hvorvidt dette gælder Kvernes sogn og/eller Kvernes kommune. Den 1. januar 1891 blev gården Bollien i Bud med 15 indbyggere overført til Kvernes kommune.
Den 1. september 1893 blev grænserne i Kvernes, Frei og Øre kommuner justerede og Gjemnes oprettet som egen kommune; 477 indbyggere fra Kvernes blev tilført den nye kommune.
Den 1. januar 1897 blev Kvernes delt og Bremsnes, Eide og Kornstad oprettede som egne kommuner. Efter fradelingen havde Kvernes kommune 857 indbyggere.
Den 1. januar 1964 blev Kvernes kommune og det meste af Kornstad og Bremsnes kommuner slået sammen til Averøy kommune. Kvernes havde ved sammenlægningen 693 indbyggere.
63°00′22″N 7°43′31″Ø / 63.0061°N 7.7253°Ø